# Elatostema kabayense
Elatostema kabayense là loài thực vật có hoa trong họ Tầm ma. Loài này được (Gibbs) H.Schroet. mô tả khoa học đầu tiên năm 1936.